# Lasowice Wielkie (wieś w województwie pomorskim)
Lasowice Wielkie (niem. Groß Lesewitz) – wieś w Polsce, położona w województwie pomorskim, w powiecie malborskim, w gminie Malbork na obszarze Wielkich Żuław Malborskich.
Do 1954 roku miejscowość była siedzibą gminy Myszewo. W latach 1954–1959 wieś należała i była siedzibą władz gromady Lasowice Wielkie, po jej zniesieniu w gromadzie Kałdowo. W latach 1975–1998 miejscowość administracyjnie należała do województwa elbląskiego.
Wieś została lokowana w 1321 roku, ale przywilej lokacyjny nie zachował się. Dopiero ponowna lokacja dokonana w 1350 roku przez wielkiego mistrza zakonu krzyżackiego Henryka Dusemera została uwieczniona w przywileju lokacyjnym, który przetrwał do dziś.

## Zabytki

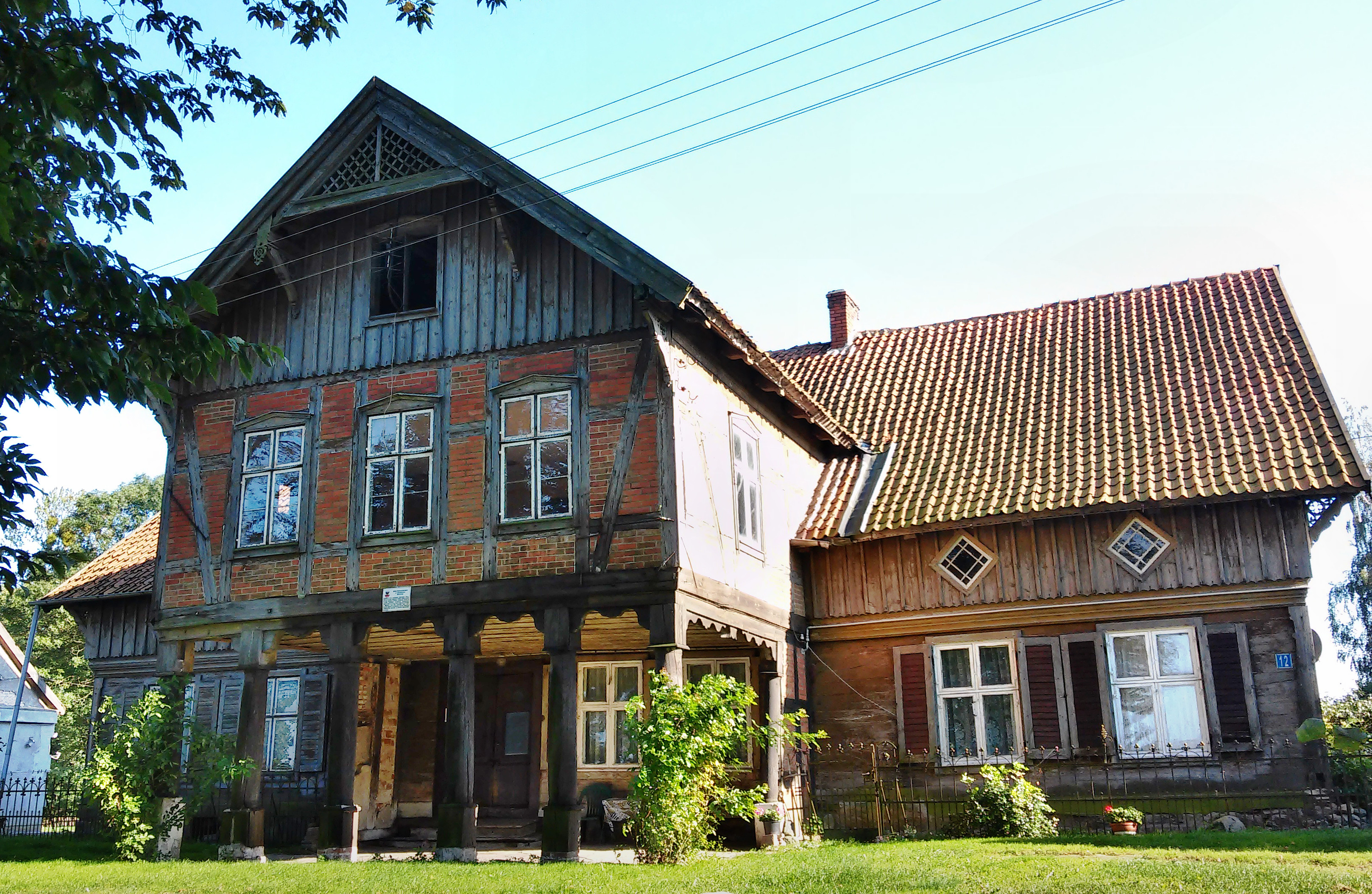
Dom podcieniowy

Według rejestru zabytków NID na listę zabytków wpisane są:
- kościół parafialny pw. św. Andrzeja, 1896, nr rej.: A-1396 z 28.07.1993
- dzwonnica drewniana, 1824, nr rej.: j.w.
- cmentarz przykościelny grzebalny, nr rej.: j.w.
- dom podcieniowy nr 12, nr rej.: A-815 z 17.11.1974.

Dom podcieniowy pochodzi z 1837, został przebudowany w 1881.